# Royal Center
Royal Center är en kommun (town) i Cass County i Indiana. Vid 2020 års folkräkning hade Royal Center 802 invånare.